# あいくるしい
『あいくるしい』は、TBS系「日曜劇場」枠で2005年4月10日から6月26日まで毎週日曜21時 - 21時54分に放送されていた日本のテレビドラマである。主演は市原隼人。
舞台は静岡県伊豆の国市と伊豆市。田舎町に暮らす7人家族「真柴家」の家族の「絆」と「成長」を描く本格派ホームドラマである。同時に真柴家の次男・幌が自分を含めた7人の「虹色の戦士」を探してゆく過程も描いており、そんな彼らの友情物語としての側面も持つ。

## キャスト

### 真柴家
真柴 豪（17） - 市原隼人
長男。直情型でとにかく熱い性格。母の入院費を稼ぐために、ガソリンスタンドでアルバイトをしている。自分の将来の明確な目標はなかったが、中川竜一と出会い、ボクサーを目指すようになる。
真柴 みちる（18） - 綾瀬はるか
長女。母の入院中は家事全般をおこなっている。一家の長姉だという意識が非常に強く、そのせいで自分のやりたいことをこらえてしまうことも。しっかり者を自認しているが意外とドジも多く、非常に落ち込みやすい性格。母の入院先で出会った研修医の矢口淳一と付き合うようになる。
真柴 幌（11） - 神木隆之介　
次男。このドラマの本当の意味での主人公。世界を救いたいと願っている。愛称は「ポロ」。性格はのんびり屋で、あまり負の感情を抱かない。自己犠牲心の塊（もっとも自分は犠牲になっているとは思ってすらいない）。良く言えばとても純粋、悪く言えば無知で、それを友人たちからツッコまれることが多い。生まれた時から涙を流したことがなく、そのことで「自分は冷たい人間ではないか」と悩んでいる。母の病気が良くなるようにという願掛けで『虹色の戦士』を集める（大切な友に七色のビー玉を渡す）という儀式を思いつく。自身は名前の由来である幌布の色であり、七色の中心である緑。口癖「わお」。
真柴 唄（7） - 松本梨菜
次女。感受性が強く甘えん坊で泣き虫。小悪魔的な面も持ち合わせており、兄たちを振り回すことが多い。
真柴 由美（46） - 原田美枝子
母。東京出身。慈愛に満ちた性格で子供たちと接する。3年前に病魔に冒されてから入院していたが、自分の死期を悟り、最期の時を家族と共に暮らすために家に帰ってくる。
真柴 徹生（46） - 竹中直人
父。タクシー運転手。一度は故郷を離れて東京でトランペット奏者をしていたが、由美がみちるを妊娠したのを機に故郷に帰って来た。熱い性格で、その遺伝子を受け継いでいる豪とは毎朝些細なことで喧嘩をしている。しかし家族を想う気持ちは非常に強い。
真柴 明示（73） - 杉浦直樹（特別出演）
祖父。天文台の管理人をしているため昼夜逆転の生活をしている。穏やかで人生を達観している所があり、その人生論を幌に聞かせることが多い。甘いものが好き。

### 南雲家
南雲 夕子（32） - 桜井幸子
愁の母親。スナック「夕鶴」のママ。須藤義明との不倫で愁をもうけるが、自分の跡取りに愁を望む須藤から逃れるため、愁とともに各地を転々としていた。
南雲 愁（11） - 本郷奏多　「オオムラサキを採ってきてくれたら、友達になってあげる」
幌の同級生で東京から転校してきた。冷淡で人に心を開かなかったが、それは転校が多かったため友人を作りたくないという思いからであった。だが、幌が負傷してでも自分と友人になるために奮闘していた姿を見て心を開く。その際した約束（オオムラサキ<幻の蝶>を獲ってきてくれたら友達になる）からオオムラサキの色、そして大人びた印象の色である紫のビー玉を渡される。虹色の戦士のご意見番であり常識人であり性格は冷静で大人びている。また整った顔立ちとクールな性格からかクラスの女子からはそこそこもてており靴箱には大量のラブレターが入っていた他、クラスでの班決めの時にはほとんどの女子が彼と組みたがっていた。

### 中川家
中川 竜一（32） - 萩原聖人
元ボクサー。試合で死なせてしまった対戦相手の娘である奈々を引き取り、故郷に帰ってきた。パンチドランカーで過去の記憶を少しずつ失う障害を持ち、記憶を忘れないために日記を付けている。
坂巻 奈々（11） - 志保
幌の同級生。愁と同時期に幌の学校に転入してきた。やはり愁と同じく誰にも心を開いてなかったが、幌が自分の抱えていた寂しさに気付いていたこと、それを踏まえた上で、幌の金を盗んだことを許してくれたことから友人となる。ビー玉の色は、幌が形容した寂しさの象徴「兎の目の色」である赤。仲間内（主に幌と耕作に対して）のツッコミ役。豪のことが好きで、何かとちょっかいを出してくる。性格はいわゆるツンデレ。

### 原沢家
原沢 篤（46） - 浅野和之
聖子の父親。町役場に勤めている。徹生や花井芳夫とは幼馴染。真面目すぎる性格で、それが妻との不仲の一因であった。その結果、離婚するが、それでようやく自分や家族の関係を見つめ直すことが出来た。
原沢 千秋（44） - 南果歩
聖子の母親。東京出身で、田舎暮らしに嫌気が差していた。刺激を求めて娘の塾の講師と不倫していたが、発覚したあとは離婚して東京に戻っていく。
原沢 聖子（11） - 後藤果萌
幌の同級生。幌とは家が隣同士であり、生まれた時からの幼馴染。昔から幌に想いを寄せていて、ファーストキスの相手になるが、想いが叶うことはなかった。幼稚園の時あだ名である「ひよこちゃん」から連想される色、黄色のビー玉を幌から渡される。委員長タイプで正論を言うことが多い。両親の不仲に心を痛めていて、母が不倫していることも気付いていた。
原沢 裕太（6） - 武井証
聖子の弟。唄の同級生で、よく彼女に振り回される。両親の離婚後は母親についていく。

### 花井家
花井 芳夫（46） - 高橋克実
耕作の父親。床屋を営んでいる。徹生や原沢篤とは幼馴染。理由もなく真柴家に入り浸っていることが多い。典型的なオジサンで、口が軽い。徹生とは「ハゲ」「禿」言い合う仲。
花井 京子（44） - 高橋ひとみ
耕作の母親。同郷出身。夫を尻に敷いている。のんきな性格。
花井 耕作（11） - 春山幹介
幌の同級生。幌の生まれた時からの幼馴染。ひょうきんな性格でムードメーカー。最初の虹色の戦士であり、唯一自分から空色のビー玉を選んだ。聖子のことが好きで何度もアプローチを仕掛けるも全く相手にされず、最後まで気持ちが通じることはなかった（幌と聖子がキスしたことを知った時に、こっそり聖子のリコーダーに自分の思いをぶつけた）。何かと損な役回りが多い、いわゆるヘタレ。

### 病院関係者
矢口 淳一（22） - 小栗旬
院長の息子でインターン。みちると付き合うことになるが、実は婚約者がいる。自分に医者の適性が無いことを自覚していて、本当は医大ではなく美大に通いたかった。
瀬戸 政希（24） - 田中幸太朗
由美の担当医。矢口とは友人として付き合っているが、実は矢口の異母兄弟である。医者としては優秀。

### 町の人々
木崎 ほのか（18） - 沢尻エリカ
聾唖の障害を持つ。暴漢に襲われかけている所を豪に救われ、以来豪と付き合うようになる。その理由が「昔飼っていた柴犬に似ているから」。町でホームヘルパーをしている。
大伴 一（32） - 塚地武雅（ドランクドラゴン）
町の巡査。南雲夕子や中川竜一とは高校の同級生という設定。みちるに恋心を抱いていて、何かと理由を付けては真柴家に入り浸る。徹生や花井芳夫には頭が上がらない。
羽生 章司（11） - 中屋力
幌の同級生。ヤクザの息子と噂されているが、実際は薬剤師の息子。暴力的で学校でも恐れられている。名前の通り、ハブのように噛み付く喧嘩殺法が得意。幌から紺色のビー玉を奪っていくが、章司が抱える苦しみや悲しみを見抜き尽力した幌に心打たれ友人となり、正式に虹色の戦士となる。色のイメージは一人ぼっちの夜の色。小説ではスネークというあだ名が付いている。
天野 未来（11） - 大後寿々花
町外れの洋館に住む少女。幌と同じクラスだが、一度も学校に来ていない。夢見がちだったり現実的なことを言ったりとアンバランスな少女。実は事故に遭い車椅子で、同時に弟を亡くしている。その時自分だけ助かったという罪悪感からリハビリを拒否している。幌は彼女に一目惚れし、夕焼けのイメージであるオレンジのビー玉を渡すために奮闘する。
石井次郎 - 川村陽介
豪のバイト仲間。
保坂 博樹 - 林泰文
幌、聖子、耕作の通う学習塾の講師。聖子の母と不倫していた。
未来の母 - 山下容莉枝
テキ屋 - 鈴木拓（ドランクドラゴン）
榊 園子 - 原田美枝子（二役）
由美に瓜二つの女性。食堂で働いている。由美の死後、徹生が偶然出会ってしまったことから、真柴家に騒動を巻き起こす。由美と比べて化粧が濃く、気が強い。
須藤 義明 - 田中健（友情出演）
愁の実父。政治家。本妻との間に子供は無く、愁を跡取りとするために南雲母子の行方を追い続ける。

## スタッフ
- 脚本：野島伸司
- 音楽：千住明
- 主題歌：Michael Jackson 「ベンのテーマ」
- プロデュース：石丸彰彦
- 演出：吉田健、平川雄一朗、那須田淳
- 制作：TBSテレビ

## サブタイトル
| 第1話                                                      | 2005年4月10日 | はじめて流した涙                           | 吉田健     | 17.3% |
| 第2話                                                      | 2005年4月17日 | 炎の兄弟愛                                 | 吉田健     | 11.9% |
| 第3話                                                      | 2005年4月24日 | 母親の命の言葉                             | 平川雄一朗 | 11.7% |
| 第4話                                                      | 2005年5月01日 | 妻が夫に愛される理由〜その時子供達は泣いた | 平川雄一朗 | 12.6% |
| 第5話                                                      | 2005年5月08日 | 家族最期の思い出〜僕達は母さんから生まれた | 那須田淳   | 11.1% |
| 第6話                                                      | 2005年5月15日 | さよならのバトン                           | 吉田健     | 12.2% |
| 第7話                                                      | 2005年5月22日 | 家族のチーム力                             | 吉田健     | 10.7% |
| 第8話                                                      | 2005年6月05日 | 恋におちる家族                             | 平川雄一朗 | 10.4% |
| 第9話                                                      | 2005年6月12日 | 家族の崩壊                                 | 平川雄一朗 | 10.6% |
| 第10話                                                     | 2005年6月19日 | 愛してるのサイン                           | 吉田健     | 10.5% |
| 最終話                                                     | 2005年6月26日 | なみだのバトン                             | 吉田健     | 08.8% |
| 平均視聴率 11.8%（視聴率は関東地区・ビデオリサーチ社調べ） |               |                                            |            |       |

- 初回は15分拡大（21:00 - 22:09）。
- 第3話は野球烈闘2005「中日VS巨人」中継延長（19:00 - 21:24、30分延長）のため30分繰り下げ（21:30 - 22:24）。
- 5月29日は『TBSテレビ五十周年 ドラマ特別企画 美空ひばり誕生物語〜おでことおでこがぶつかって〜』のため休止。